# Guzzini Challenger 2009
Il Guzzini Challenger 2009 è un torneo professionistico di tennis maschile giocato sul cemento, che faceva parte dell'ATP Challenger Tour 2009. Si è giocato a Recanati in Italia dal 20 al 26 luglio 2009.

## Partecipanti

### Teste di serie
| Nazionalità | Giocatore           | Ranking* | Testa di serie |
| ----------- | ------------------- | -------- | -------------- |
| Kazakistan  | Andrej Golubev      | 71       | 1              |
| Ucraina     | Serhij Stachovs'kyj | 84       | 2              |
| Slovacchia  | Karol Beck          | 101      | 3              |
| Brasile     | Thomaz Bellucci     | 141      | 4              |
| Italia      | Paolo Lorenzi       | 147      | 5              |
| Italia      | Tomas Tenconi       | 158      | 6              |
| Svizzera    | Stéphane Bohli      | 169      | 7              |
| Slovacchia  | Lukáš Lacko         | 171      | 8              |

- Ranking al 13 luglio 2009.

### Altri partecipanti
Giocatori che hanno ricevuto una wild card:
- Daniele Bracciali
- Giacomo Miccini
- Federico Torresi
- Thomaz Bellucci (special exempt)
- Igor Sijsling (special exempt)

Giocatori passati dalle qualificazioni:
- George Bastl (Lucky Loser)
- Rabie Chaki
- Federico Delbonis (Lucky Loser)
- Jean-Noel Insausti
- Gianluca Naso
- Louk Sorensen

## Campioni

### Singolare
Stéphane Bohli ha battuto in finale  Andrej Golubev con il punteggio di 6–4, 7–6(4)

### Doppio
Frederik Nielsen /  Joseph Sirianni hanno battuto in finale  Adriano Biasella /  Andrej Golubev con il punteggio di 6–4, 3–6, [10–6]